# 링코미에스 내각
링코미에스 내각(핀란드어: Linkomiehen hallitus 링코미에헨 할리투스[*])은 핀란드 공화국의 스물 네 번째 내각이다. 1943년 3월 5일부터 1944년 8월 8일까지 지속되었다. 다수여당내각이었다.
내각 지속기간 중에 계속전쟁이 있었다. 때문에 각료 중 일부가 전후 전쟁책임 재판에 기소되었다. 내각 지속 막바지인 1944년 8월 4일 리스토 뤼티 대통령이 사임하고 칼 구스타프 에밀 만네르헤임 남작이 대통령으로 추대되었다.
| 직책                                                                     | 성명                      | 재임기간                        | 정당 | 정당          |
| ------------------------------------------------------------------------ | ------------------------- | ------------------------------- | ---- | ------------- |
| 총리 Pääministeri                                                        | 에드빈 링코미에스         | 1943년 3월 5일–1944년 8월 8일   |      | 국민연합당    |
| 외무장관 Ulkoasiainministeri                                             | 헨리크 람사위             | 1943년 3월 5일–1944년 8월 8일   |      | 스웨덴 인민당 |
| 법무장관 Oikeusministeri                                                 | 오스카리 레흐토넨         | 1943년 3월 5일–1944년 8월 8일   |      | 국민연합당    |
| 방위장관 Puolustusministeri                                              | 루돌프 발덴               | 1943년 3월 5일–1944년 8월 8일   |      | 무소속        |
| 내무장관 Sisäasiainministeri                                             | 레오 에흐른로트           | 1943년 3월 5일–1944년 8월 8일   |      | 스웨덴 인민당 |
| 재무장관 Valtiovarainministeri                                           | 배이뇌 탄네르             | 1943년 3월 5일–1944년 8월 8일   |      | 사회민주당    |
| 재무부장관 Ministeri valtiovarainministeriössä                           | 튀코 레이니카             | 1943년 3월 5일–1944년 8월 8일   |      | 농업동맹      |
| 교육장관 Opetusministeri                                                 | 칼레 카우피               | 1943년 3월 5일–1944년 8월 8일   |      | 국민진보당    |
| 농무장관 Maatalousministeri                                              | 빌랴미 칼리오코스키       | 1943년 3월 5일–1944년 8월 8일   |      | 농업동맹      |
| 농무장관보 Apulaismaatalousministeri                                     | 닐스 오사라               | 1943년 3월 5일–1944년 8월 8일   |      | 무소속        |
| 운수공공장관 Kulkulaitosten ja yleisten töiden ministeri                 | 배이뇌 살로바라           | 1943년 3월 5일–1944년 8월 8일   |      | 사회민주당    |
| 운수공공부장관 Ministeri kulkulaitosten ja yleisten töiden ministeriössä | 토이보 이코넨             | 1943년 3월 5일–1944년 1월 13일  |      | 농업동맹      |
| 운수공공부장관 Ministeri kulkulaitosten ja yleisten töiden ministeriössä | 배이뇌 카살라이넨         | 1944년 1월 13일–1944년 8월 8일  |      | 농업동맹      |
| 상공장관 Kauppa- ja teollisuusministeri                                  | 우노 타키                 | 1943년 3월 5일–1944년 8월 8일   |      | 사회민주당    |
| 사회장관 Sosiaaliministeri                                               | 카를아우구스트 파게르홀름 | 1943년 3월 5일–1943년 12월 17일 |      | 사회민주당    |
| 사회장관 Sosiaaliministeri                                               | 알렉시 알토넨             | 1943년 12월 17일–1944년 8월 8일 |      | 사회민주당    |
| 국민원조장관 Kansanhuoltoministeri                                       | 카를레 엘릴래             | 1943년 3월 5일–1944년 8월 8일   |      | 농업동맹      |
| 국민원조부장관 Ministeri kansanhuoltoministeriössä                       | 얄로 아우라               | 1943년 3월 5일–1944년 8월 8일   |      | 사회민주당    |
| 국민원조부장관 Ministeri kansanhuoltoministeriössä                       | 닐스 오사라               | 1943년 3월 5일–1944년 8월 8일   |      | 무소속        |
| 국민원조부장관 Ministeri kansanhuoltoministeriössä                       | 헨리크 람사위             | 1943년 3월 5일–1944년 8월 8일   |      | 스웨덴 인민당 |

| 전임 랑겔 내각 | 제24대 핀란드 공화국의 내각 1943년 3월 5일–1944년 8월 8일 | 후임 하크첼 내각 |